# Metallo
Metallo är en superskurk i DC Comics som slåss mot Stålmannen. Figuren skapades av Robert Bernstein och Al Plastino, och debuterade i Action Comics #252, 1959.
Metallo blev år 2009 utsedd till nummer 52 i IGN:s lista över de bästa serietidningsskurkarna någonsin.

## Fiktiv biografi

### Golden Age
Den ursprungliga Metallo, vars verkliga namn var George Grant, var en kriminell forskare som bar en stålbaserad dräkt.

### Silver Age
John Corben var till en början en journalist, och i hemlighet en tjuv och mördare. Under flykten från en brottsplats råkade han ut för en olycka som nästan slutade med döden. Det enda som kunde rädda livet på honom var en transplantation av hans medvetande in i en robotliknande kropp. Han blev därefter en farligare brottsling än han någonsin hade varit och tog sig namnet Metallo.

### Bronze Age
En andra Metallo, Johns bror Roger C. Corben, dök upp i Superman #310 (1977). Denna version skapades av en organisation med namnet "Skull", som transplanterade Rogers hjärna i en ny cyborgkropp, så att han kunde hämnas sin brors död på Stålmannen.

### Modern Age
John Corben var till en början en småskurk och bedragare som blev allvarligt skadad i en bilolycka. Han blev dock upptäckt av professor Emmet Vale, en framgångsrik forskare inom robotik, som överförde Corbens medvetande in i en cyborgkropp med en grön kryptonit som energikälla. Vale gav honom därefter order att döda Stålmannen. Corben dödade dock Vale genom att vrida av hans nacke. Trots att Corben, som fick namnet Metallo av Vale, inte var intresserad av att lyda order har han därefter kommit i konflikt med Stålmannen ett flertal gånger.

## Krafter och förmågor
Metallos kropp ger honom en hög grad skydd mot fysiska attacker. Han har övermänsklig styrka och snabbhet. Tillräckligt för att utgöra en utmaning även för Stålmannen. Metallo använder en grön kryptonit som hjärta, vilket gör honom till en extra farlig motståndare till Stålmannen.

## I andra medier
- Roger Corbens version dyker upp i säsong 2 i TV-serien Superboy, spelad av Michael Callan. Han är en något klantig bankrånare, som efter en hjärtattack krockar med ett träd när han kör sin bil. Han blir omhändertagen av en galen doktor som omvandlar honom till Metallo.

- John Corben (kallad "Johnny") medverkar i Lois & Clark-avsnittet "Metallo", spelad av Scott Valentine. I denna serie är han pojkvän till Lois Lanes syster, Lucy Lane. Efter ett misslyckat bankrån blir han skjuten. Därefter bygger Emmett Vale och hans bror Rollie Vale om honom till en kryptonitdriven cyborg.

- John Corbens version av Metallo medverkar i den tecknade TV-serien Stålmannen, med röst av Malcolm McDowell. Han är en terrorist som eventuellt får en dödlig sjukdom. Lex Luthors anställda forskare transplanterar därefter hans medvetande i en cyborgkropp, och Lex beordrar Metallo (som han nu kallar honom) att döda Stålmannen. Corben börjar dock att ifrågasätta sitt nya tillstånd då han nu inte längre har någon känsel, smak eller luktsinne. Stålmannen avslöjar även att Lex var den som var ansvarig för Corbens sjukdom genom att förgifta hans fängelsemat. Samma version av Metallo medverkar i TV-serierna Justice League och Justice League Unlimited.

- Brian Austin Green spelar John Corben/Metallo i tre avsnitt av TV-serien Smallvilles nionde säsong. I denna serie blir han påkörd av en lastbil, och efter att han återfått medvetandet vaknar han upp som en cyborg med ett kryptonithjärta.